# Louis Koch (Fotograf)
Louis Koch (* 1843 in Celle; † 18. Dezember 1900 in Bremen) war ein Fotograf in Bremen, dessen Bedeutung auf seiner ungewöhnlich produktiven Dokumentation der bremischen Topographie beruht.

## Biografie
Koch kam 1865 nach Bremen und eröffnete ein Fotoatelier unter der Adresse Auf der Brake 20. Zwar sind von ihm auch viele Atelierporträts im Kleinformat erhalten, doch lagen seine fotografischen Qualitäten eher auf dem Gebiet der Sachfotografie im städtischen Umfeld.
Reportageartige Aufnahmen von der großen Überschwemmung von 1881/82, die als Bildkarten im Kabinettformat vertrieben wurden, gehören zu seinen frühesten datierbaren Werken. Seit den 1880er Jahren entstanden zahlreiche Fotos mit der Wiedergabe von Architekturen, Innenräumen, Schiffen und technischen Anlagen. Für das Großereignis Nordwestdeutsche Gewerbe- und Industrieausstellung des Jahres 1890 in Bremen hatte er sich Monopolrechte gesichert und verwertete sie durch den Verkauf von teilweise großformatigen Fotoserien. Für die „Kunsthistorische Kommission“ des Bremer Senats lieferte Koch ab etwa 1895 zahlreiche Fotos bremischer Gebäude, oft solche, die kurz vor deren Abriss zu Dokumentationszwecken gemacht wurden. Eine beachtliche Zahl seiner Fotografien sind farbig, in einer Zeit, als Fotografen sich die erforderlichen Materialien noch selber herstellen mussten.
Seit der Mitte des Jahrzehnts widmete er sich auch der Herausgabe von Ansichtskarten. Sein Verlag ist jedoch nicht identisch mit dem des Louis Koch in Halberstadt, der  chromolithographische Bildpostkarten herausgab und dort bis zum Zweiten Weltkrieg unter dem Namen Graph. Kunstanstalt Louis Koch auftrat.
Nach dem Tod des Gründers im Jahr 1900 übernahm der Sohn Georg Ludwig Koch (1866–1948) die Bremer Ateliers, bereits 1891 war die Filiale Vor dem Steintor 86 hinzugekommen.
Teile des fotografischen Nachlasses mit dem Schwerpunkt auf Architekturaufnahmen wurden 1920 vom Bremer Staat angekauft und werden seitdem im Focke-Museum verwahrt.